# Escola Superior de Teatro e Cinema
A Escola Superior de Teatro e Cinema (ESTC) do Instituto Politécnico de Lisboa, sucessora do Conservatório Nacional de Lisboa fundado por Almeida Garrett, é uma escola de ensino superior politécnico vocacionada para o ensino, a nível superior, do Teatro e do Cinema e atualmente instalada na cidade da Amadora.

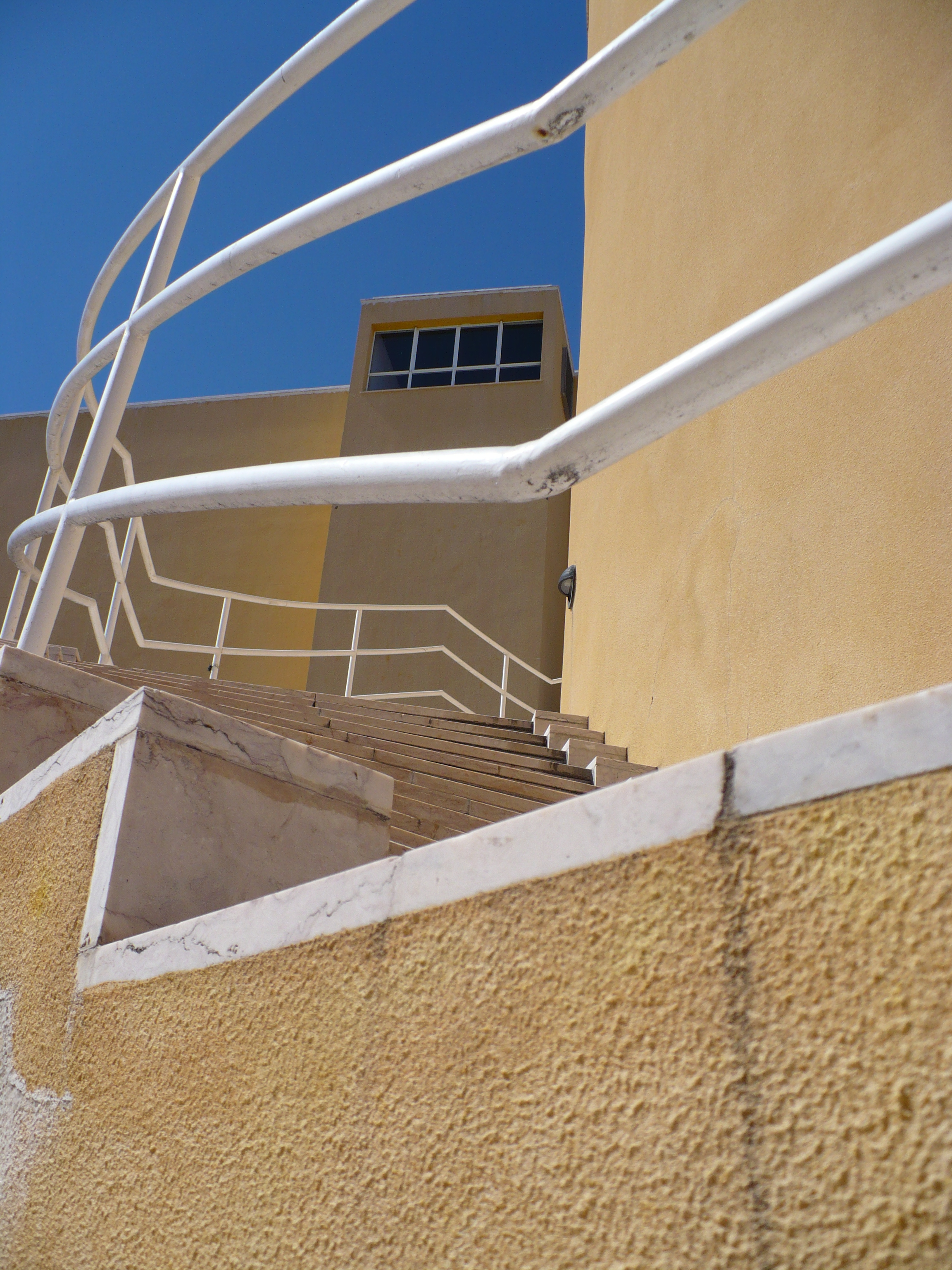
Novo edifício da Escola Superior de Teatro e Cinema na Amadora, obra do arquiteto Manuel Salgado e inaugurado em 1998.

## História

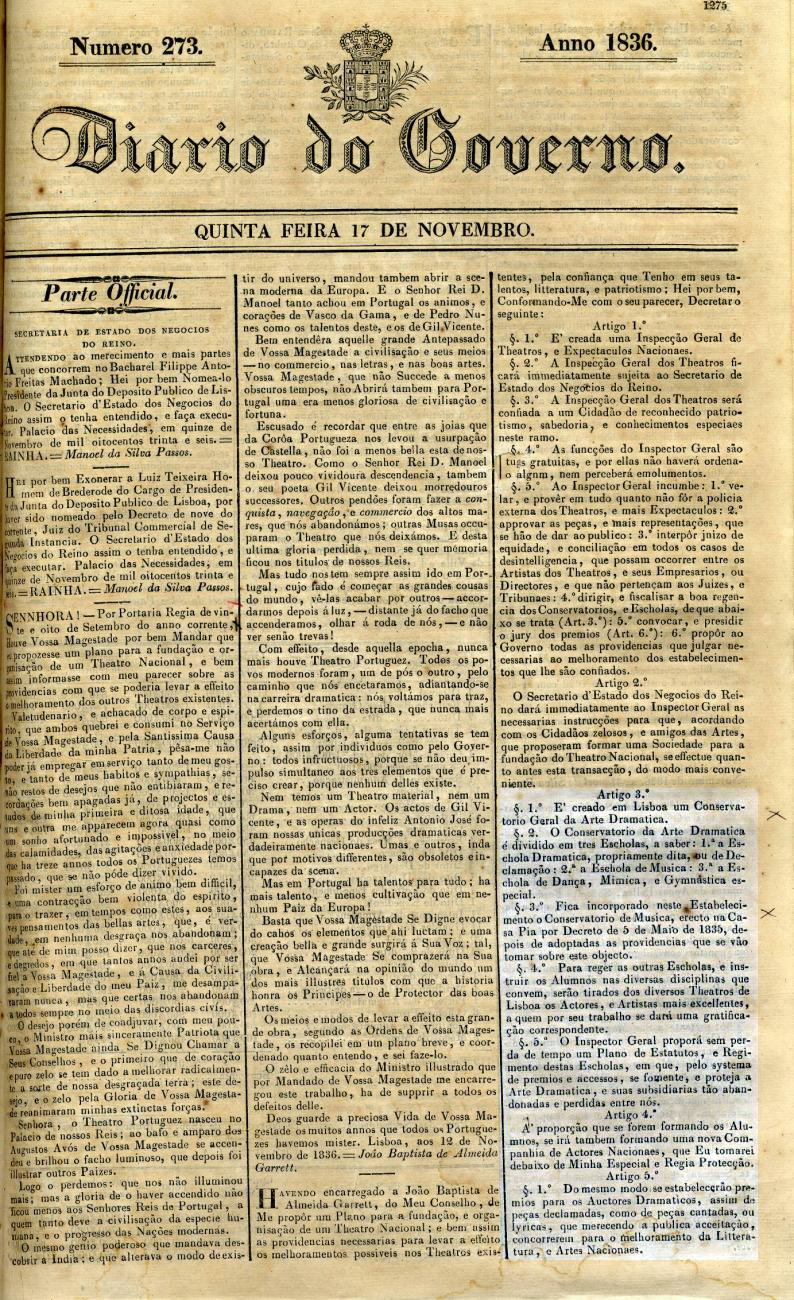
Diário do Governo de 17 de Novembro de 1836.

O Conservatório Geral de Arte Dramática foi fundado em 1836 por Decreto da rainha D. Maria II de Portugal, no âmbito de um plano para a fundação e organização de um Teatro Nacional proposto por João Baptista de Almeida Garrett. Este estava então dividido numa Escola Dramática ou de Declamação, numa Escola de Música e numa Escola de Dança, Mímica e Ginástica Especial.

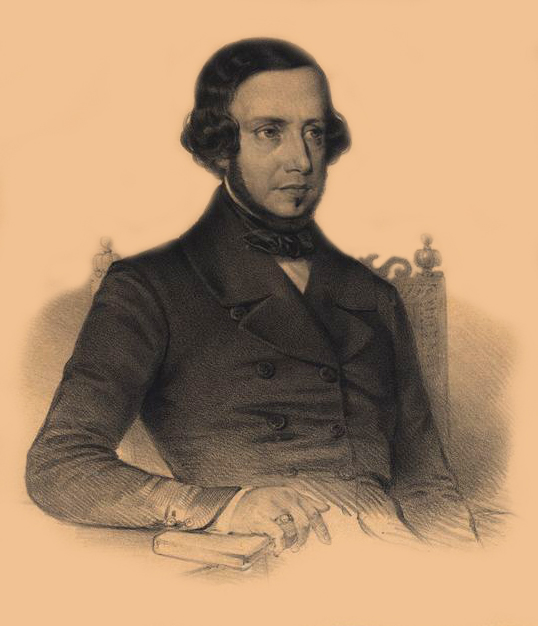
Litografia de Almeida Garrett por Pedro Augusto Guglielmi (Biblioteca Nacional de Portugal).

Incorporou-se neste estabelecimento o Conservatório de Música, criado na Casa Pia por Decreto de 1835.
A Escola de Teatro apenas começaria a funcionar em 1839.
Em reformas posteriores, o nome do Conservatório foi alterado para Conservatório Real de Lisboa e o da Escola Dramática ou de Declamação para Escola de Arte de Representar, já depois da implantação da República, quando o Conservatório passou a ser designado por Conservatório Nacional.
Por Decreto de 4 de julho de 1914 foi concedida, pela primeira vez, à Escola de Arte de Representar autonomia administrativa.
Nesta Escola foi criado, por Decreto de 19 de maio de 1914, o curso de cenografia e decoração teatral (cujo ensino seria ministrado no salão grande de pintura do Teatro Nacional Almeida Garrett, o qual, considerado como dependência da Escola de Arte de Representar ficava “exclusivamente destinado ao serviço e oficinas do respectivo professor”) e, por Decreto de 6 de agosto de 1914, o curso de indumentária prática teatral.
Toda esta tradição foi sendo mantida e desenvolvida nas reformas posteriores do ensino da área do Teatro e transparece hoje nos cursos ministrados na Escola Superior de Teatro e Cinema.

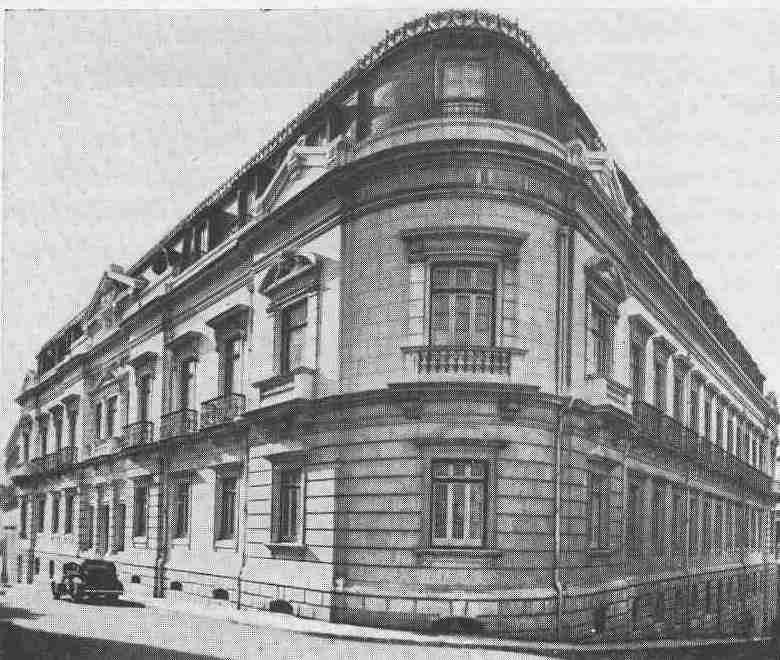
Edifício do Conservatório Nacional em Lisboa.

No que ao Cinema se refere, o respetivo curso só foi introduzido no Conservatório Nacional, como experiência pedagógica, a partir de 1971, no âmbito do processo de reforma empreendido por Madalena Perdigão, sendo ministro José Veiga Simão.
Foi então criada a Escola Piloto para a Formação de Profissionais de Cinema, cujo curso se iniciou em 1973 e teve, desde o princípio, a preocupação de aliar à transmissão de conhecimentos técnicos inerentes à prática das profissões do Cinema uma vertente mais artística.
O curso que a Escola Superior de Teatro e Cinema hoje ministra é ainda o resultado de uma evolução radicada naquele primeiro curso de cinema que, aliás, foi pioneiro no ensino superior público português.
Em 1983, o Decreto-Lei n.º 310/83 de 1 de Julho determina o seguinte:"Art. 19.º O Conservatório Nacional será reconvertido nos termos previstos nos artigos seguintes, sucedendo-lhe, para todos os efeitos legais, os estabelecimentos de ensino agora criados, considerando-se extinto a partir de data a fixar por portaria do Ministro da Educação (...). Art. 20.º - 1 - São criadas em Lisboa as Escolas Superiores de Música, de Dança e de Teatro e Cinema".
Pelo Decreto do Governo n.º 46/85, de 22 de novembro, a Escola Superior de Teatro e Cinema que até então funcionara sob a dependência da Direcção-Geral do Ensino Superior e fora dirigida desde 1983 por uma Comissão Instaladora composta pelos professores Jorge Listopad, como presidente, e José Bogalheiro, como vogal, é integrada no Instituto Politécnico de Lisboa, estabelecimento de ensino superior politécnico público criado pelo Decreto-Lei nº 513–T/79, de 26 de Dezembro.
A Escola Superior de Teatro e Cinema passou, assim, a constituir uma unidade orgânica do Instituto Politécnico de Lisboa (IPL) e manteve-se em regime de instalação, sob a direção da referida comissão instaladora, até à publicação dos seus Estatutos no Diário da República, 2ª série, n.º 15, de 18 de janeiro de 1995.
A construção na Amadora, dentro da zona da grande Lisboa, de um edifício de raiz para a Escola Superior de Teatro e Cinema, o primeiro destinado a uma escola de ensino superior artístico em Portugal, permitiu, finalmente, a transferência em 1998 das suas atividades do velho edifício do Convento dos Caetanos em Lisboa, onde Almeida Garrett instalara com carácter provisório em 1836 o Conservatório Geral de Arte Dramática, para umas instalações modernas, dotadas de espaços letivos adequados, de estúdios, de salas de espetáculos e de visionamento, de biblioteca e refeitório que possibilitam as melhores condições de trabalho para os alunos que a frequentam. As instalações da Escola Superior de Teatro e Cinema na Amadora são inauguradas oficialmente pelo então Ministro da Educação, Guilherme d'Oliveira Martins, no dia 10 de dezembro de 1999.
A estrutura bi-departamental da Escola, resultante da herança histórica das preexistentes escolas de Teatro e de Cinema do Conservatório Nacional, levou a que os seus Departamentos sejam dotados de alguma autonomia pedagógico-científica interna, consagrada estatutariamente.
O Presidente da República, Jorge Sampaio, visita a ESTC e preside à sessão solene de abertura do ano letivo 2000–2001.
No ano letivo 2007/2008 foram introduzidos os primeiros mestrados na Escola e a partir de 2012/2013 deu-se início ao doutoramento em Artes, Artes Performativas e da Imagem em Movimento, numa colaboração com a Universidade de Lisboa, que confere o grau.
Em 2013 celebrou os 175 anos de existência da Escola de Teatro com uma homenagem a Manoel de Oliveira e a Luís Miguel Cintra, que receberam a Medalha de Conhecimento e Mérito do Instituto Politécnico de Lisboa.
Em dezembro de 2013, Heiner Goebbels, compositor e encenador alemão de instalações performativas músico-teatrais, uma das mais importantes figuras da vanguarda musical contemporânea e da cena teatral, realiza uma conferência no Centro Cultural de Belém (CCB) e um encontro na Escola Superior de Teatro e Cinema, a convite da própria ESTC e da Universidade de Lisboa, nos quais fala da sua obra.
A 10 de abril de 2014 a Escola Superior de Teatro e Cinema homenageia Alberto Seixas Santos, realizador, fundador da Escola de Cinema do Conservatório Nacional e antigo professor da ESTC (sucessora do Conservatório). Alberto Seixas Santos é distinguido com a medalha de Conhecimento e Mérito do Instituto Politécnico de Lisboa, ao qual a ESTC pertence e são exibidos excertos do documentário ''Refúgio e Evasão'', de Luís Alves de Matos, que aborda o olhar cinematográfico de Alberto Seixas Santos. A sessão conta ainda com as intervenções do sociólogo francês Jacques Lemière, especialista em cinema português, e do Diretor do Departamento de Cinema da ESTC, José Bogalheiro.
A Escola Superior de Teatro e Cinema tem vindo a afirmar-se, nacional e internacionalmente, como uma Escola de referência nos seus domínios, integrada em importantes organizações internacionais quer do âmbito do Teatro, como o ITI — International Theatre Institut, quer do âmbito do Cinema, como o CILECT — Centre International de Liaison des Écoles de Cinéma et Télévision, quer no das Artes em geral, caso da ELIA — European League of Institutes of the Arts.
Esta preocupação pela internacionalização fez também com que a Escola reforçasse a sua participação ativa em programas de intercâmbio de discentes e docentes com Escolas estrangeiras, no âmbito de programas específicos como o Sócrates/Erasmus e o Leonardo Da Vinci, bem como através de programas bi-laterais com Universidades da América Latina (Brasil, Argentina, México).

## Os cursos
Na ESTC são lecionados quatro cursos: dois de licenciatura e dois de mestrado, que se dividem em ramos e especializações.
A licenciatura em Teatro divide-se em três ramos: Atores, Design de Cena e Produção, e apenas existem algumas unidades curriculares (cadeiras) comuns entre estes ramos, especialmente as teóricas. Já na licenciatura em Cinema, o primeiro ano é comum, sendo que no segundo ano os alunos optam por um destes seis ramos: Argumento, Produção, Realização, Imagem, Som ou Montagem.
O acesso às licenciaturas é realizada através de um concurso local de acesso, o que significa que os candidatos terão de efetuar a sua candidatura na própria escola e realizar uma série de provas de seleção. Normalmente, as candidaturas são abertas em meados de maio e terminam a meio de junho.
No que diz respeito ao mestrado em Teatro, o mesmo divide-se em cinco especializações: Artes Performativas, Design de Cena, Encenação, Produção e Teatro e Comunidade. No caso das Artes Performativas existem quatro vertentes: Escritas de Cena, Interpretação, Teatro do Movimento e Teatro-Música. O mestrado em Desenvolvimento de Projeto Cinematogrático tem três especializações: Narrativas Cinematográficas, Dramaturgia e Realização e Tecnologias de Pós-Produção.
A partir do ano letivo 2012/2013 deu-se início ao doutoramento em Artes, Artes Performativas e da Imagem em Movimento, numa colaboração com a Universidade de Lisboa, que concede o grau. Neste doutoramento estão envolvidas 7 instituições: 
- Da Universidade de Lisboa: a Faculdade de Belas-Artes, a Faculdade de Letras, o Instituto de Ciências Sociais e o Instituto de Educação;
- Do Instituto Politécnico de Lisboa: a Escola Superior de Dança, a Escola Superior de Música de Lisboa e a Escola Superior de Teatro e Cinema.

## Associação de estudantes

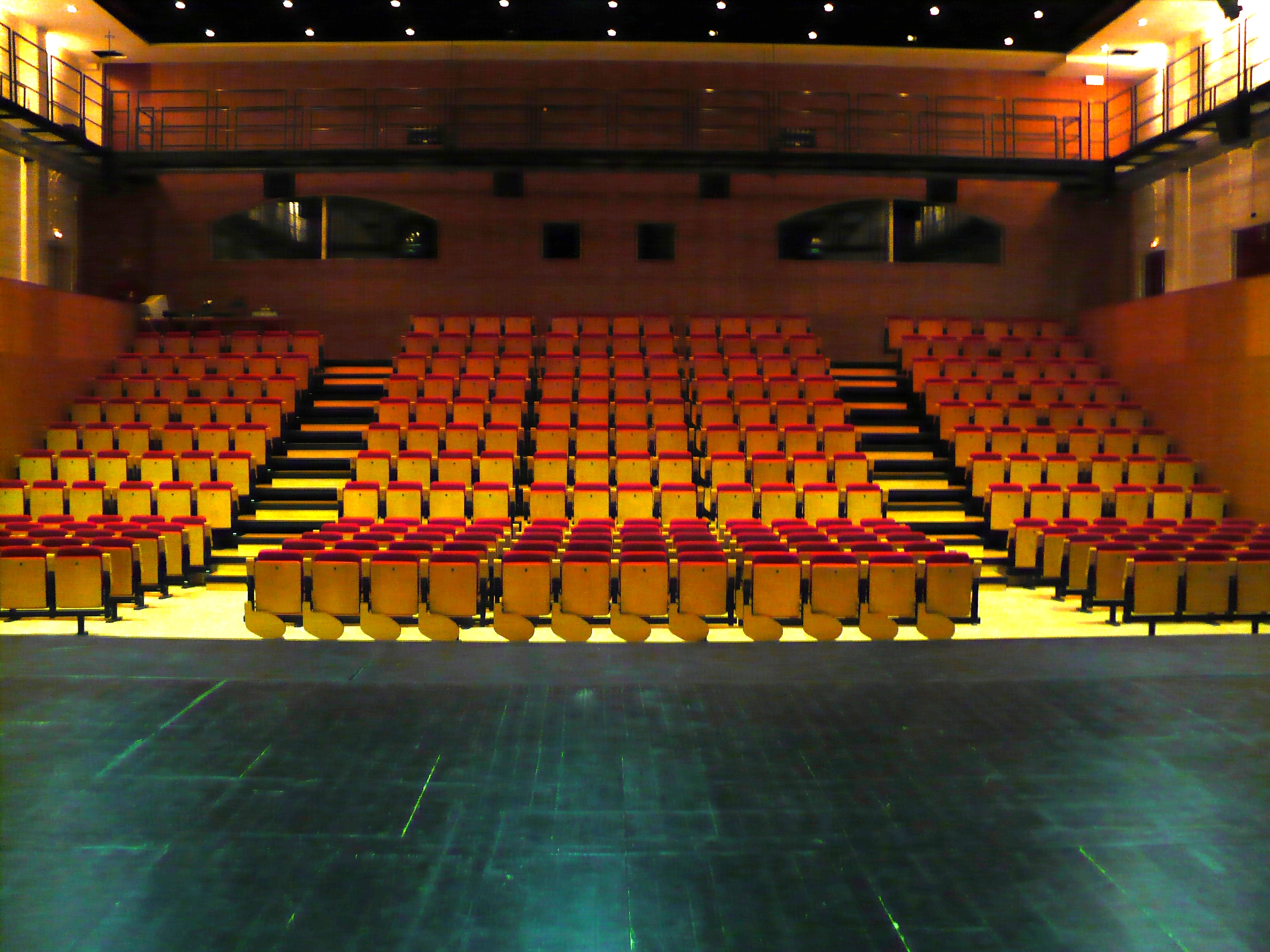
Grande Auditório da Escola Superior de Teatro e Cinema.

A ESTC possui uma Associação de Estudantes, a Associação de Estudantes da Escola Superior de Teatro e Cinema (AEESTC).

## Os professores
Entre os professores que lecionaram na ESTC, destacam-se:

### Teatro
- Águeda Sena, atriz e encenadora
- Anna Paula, atriz
- António Casimiro, cenógrafo e figurinista
- Carlos Cabral, ator e encenador
- Cucha Carvalheiro, atriz
- Duarte Ivo Cruz, invesigador
- Eugénia Vasques, crítica e investigadora
- Eurico Lisboa, investigador
- Fernanda Lapa, atriz
- Francisco Camacho, coreógrafo e bailarino
- Glicínia Quartin, atriz
- Glória de Matos, atriz
- Guilherme Filipe, ator
- Helena Reis, cenógrafa e figurinista
- João Mota, encenador
- Jorge Listopad, encenador
- José Carlos Barros, cenógrafo
- José Peixoto, encenador
- Luis Miguel Cintra, ator e encenador
- Margarida de Abreu, coreógrafa
- Maria Duarte, atriz e encenadora
- Maria Germana Tânger, atriz e encenadora
- Maria Matos, atriz
- Mário Barradas, ator e encenador
- Natália de Matos, atriz
- Paulo J. Morais-Alexandre
- Pedro Penim, ator e encenador
- Rogério de Carvalho, encenador
- Rui Mendes, ator e encenador
- Sílvia Real, coreógrafa e bailarina
- Vera Castro, cenógrafa e figurinista

### Cinema
Divisão por áreas:
Realização
- Ana Luísa Guimarães
- Graça Castanheira
- Joaquim Sapinho
- Luís Fonseca
- Vítor Gonçalves

Produção
- Isabel Silva
- João Milagre
- José Bogalheiro
- Nuno Fonseca
- Paulo Leite
- Vasco Costa

Argumento
- Fátima Ribeiro
- João Milagre
- Marta Mendes
- Mónica Baptista

Montagem
- Manuela Viegas
- Margarida Leitão
- André Valentim Almeida

Imagem
- Iana Ferreira
- Leonardo Simões
- Rosário de Oliveira

Som
- Emídio Buchinho
- Filipe Oliveira
- Ricardo Guerreiro

Estudos
- André Dias
- Carla Gamboa
- Fátima Chinita
- João Lopes
- José Bogalheiro
- Luís Fonseca
- Marta Mendes

## Os presidentes / diretores
Como Escola Superior de Teatro e Cinema:
- 2019–2022 — David Antunes (Presidente)
- 2015–2018 — João Maria Mendes (Presidente)
- 2012–2014 — António Lagarto (Presidente)
- 2011 — Carlos J. Pessoa (Presidente)
- 2007–2010 — Filipe Oliveira (Presidente do Conselho Diretivo)
- 2004–2006 — Paulo J. Morais-Alexandre (Presidente do Conselho Diretivo)
- 2001–2003 — Daniel Del-Negro (Presidente do Conselho Diretivo)
- 1998–2000 — João Mota (Presidente do Conselho Diretivo)
- 1995–1997 — Filipe Oliveira (Presidente do Conselho Diretivo)
- 1983–1995 — Jorge Listopad (Presidente da Comissão Instaladora)

Como Conservatório: 
- 1978–1983 — Luís Casanovas, Viegas Tavares e Luís Oliveira Nunes (gestores nomeados pelo Ministério)
- 1972–1978 — Lúcio Mendes
- 1938–1971 — Manuel Ivo Cruz
- 1930–1937 — Júlio Dantas
- 1918–1938 — Vianna da Motta
- 1898–1917 — Eduardo Schwalbach Lucci
- 1878–1898 — Luís Augusto Palmeirim
- 1870–1878 — Duarte de Sá
- 1848–1869 — Joaquim Pedro Quintela
- 1842–1848 — António Pereira dos Reis e José Trasimundo Mascarenhas Barreto
- 1841–1842 — Joaquim Larcher
- 1836–1841 — Almeida Garrett

## Órgãos de direção atuais
(2015–2018)
- Presidente — David Antunes
- Diretor do Departamento de Teatro — Ciro Aprea
- Diretor do Departamento de Cinema — Luís Fonseca
- Presidente do Conselho Técnico-Científico — Marta Mendes
- Presidente do Conselho Pedagógico — Miguel Cruz
- Presidente do Conselho de Representantes — Joaquim Sapinho

## Prémios

### Escola
Em agosto de 2008, o Conselho Ibero-americano para a Qualidade Educativa, no seu 4.º encontro realizado na cidade de Guayaquil, no Equador distinguiu a Escola Superior de Teatro e Cinema com o prémio excelência educativa 2008. Este prémio tinha por objetivo realçar o esforço e dedicação dos profissionais da ESTC em prol da melhoria do desenvolvimento da educação iberoamericana. Deste prémio faziam parte as seguintes distinções: troféu de honra e excelência educativa 2008, título e medalha de "doutor honoris causa", título e medalha de "master" em Gestão Educativa.

### Cinema
Filmes premiados produzidos na Escola Superior de Teatro e Cinema:
2008
- A Tigela, de Tiago Sousa: Prémio IPJ no Estoril Film Festival.
2009
- Deixar Cair a Noite, de Jorge Jácome: Prémio Meo de Melhor Curta-Metragem — Menção Honrosa no Estoril Film Festival.
2011
- Lugar do Tempo, de Manuel Guerra: vencedor da categoria Património Imaterial do 6.º Concurso de Vídeo da Fundação INATEL.
2012
- Rhoma Acans, de Leonor Teles: vencedor da categoria Património Imaterial do 7.º Concurso de Vídeo da Fundação INATEL.
- Do Mundo, de Manuel Guerra: prémio Take One! (competição de filmes de escola) na 20.ª edição do Curtas Vila do Conde.
- Lugar do Tempo, de Manuel Guerra: prémio PrimeirOlhar dos XII Encontros de Viana.
2013
- Primária, de Hugo Pedro: vencedor da categoria Património Imaterial do 8.º Concurso de Vídeo da Fundação INATEL.
- O Corpo Maior, de Marta Moreno: Prémio Vo'Arte no Festival InShadow.
- Primária, de Hugo Pedro: prémio de Prémio Melhor Curtas-Metragens Meo no Lisbon & Estoril Film Festival.
- Primária, de Hugo Pedro: prémios de Melhor Curta Nacional e Prémio do Público no Córtex — Festival de Curtas-Metragens de Sintra.
- Rhoma Acans, de Leonor Teles: menção honrosa no Córtex — Festival de Curtas-Metragens de Sintra.
- 5040, de Inês Teixeira: prémio Novos Talentos da 1.ª edição do Arquiteturas Film Festival.
- Depois dos Nossos Ídolos, de Ricardo Penedo: prémio In My Shorts (competição de curtas-metragens de escola) na 17.ª edição do QueerLisboa.
- Rhoma Acans, de Leonor Teles: prémio Take One! (competição de filmes de escola) na 21.ª edição do Curtas Vila do Conde.
- Rhoma Acans, de Leonor Teles: menção honrosa do Prémio Árvore da Vida para Filme Português da 10.ª edição do IndieLisboa — Festival Internacional de Cinema Independente.
2014
- O Corpo Maior, de Marta Moreno: Prémio Melhor Documentário na 11.ª edição da MIFEC — Mostra Internacional de Filmes de Escolas de Cinema.
- Poço das Almas, de Filipa Pinto: menção honrosa no Prémio Meo no Lisbon & Estoril Film Festival.
- Fúria, de Diogo Baldaia: Prémio Melhor Ensaio Fnac no Festival Caminhos do Cinema Português.
- Poço das Almas, de Filipa Pinto: vencedor da categoria Património Imaterial do 9.º Concurso de Vídeo da Fundação INATEL.

## Relações internacionais
A ESTC está filiada:
- No ITI — International Theatre Institute / UNESCO Chair,
- Na ELIA — European League of Institutes of the Arts
- Na École des Écoles
- E no CILECT — Centre International de Liaison des Écoles de Cinéma et Télévision.